# Anders Jæger
Anders Jæger-Synnevaag (Oslo, 29 juli 1989) is een Noors rallynavigator, actief naast Andreas Mikkelsen in het wereldkampioenschap rally.